# H. D. Deve Gowda

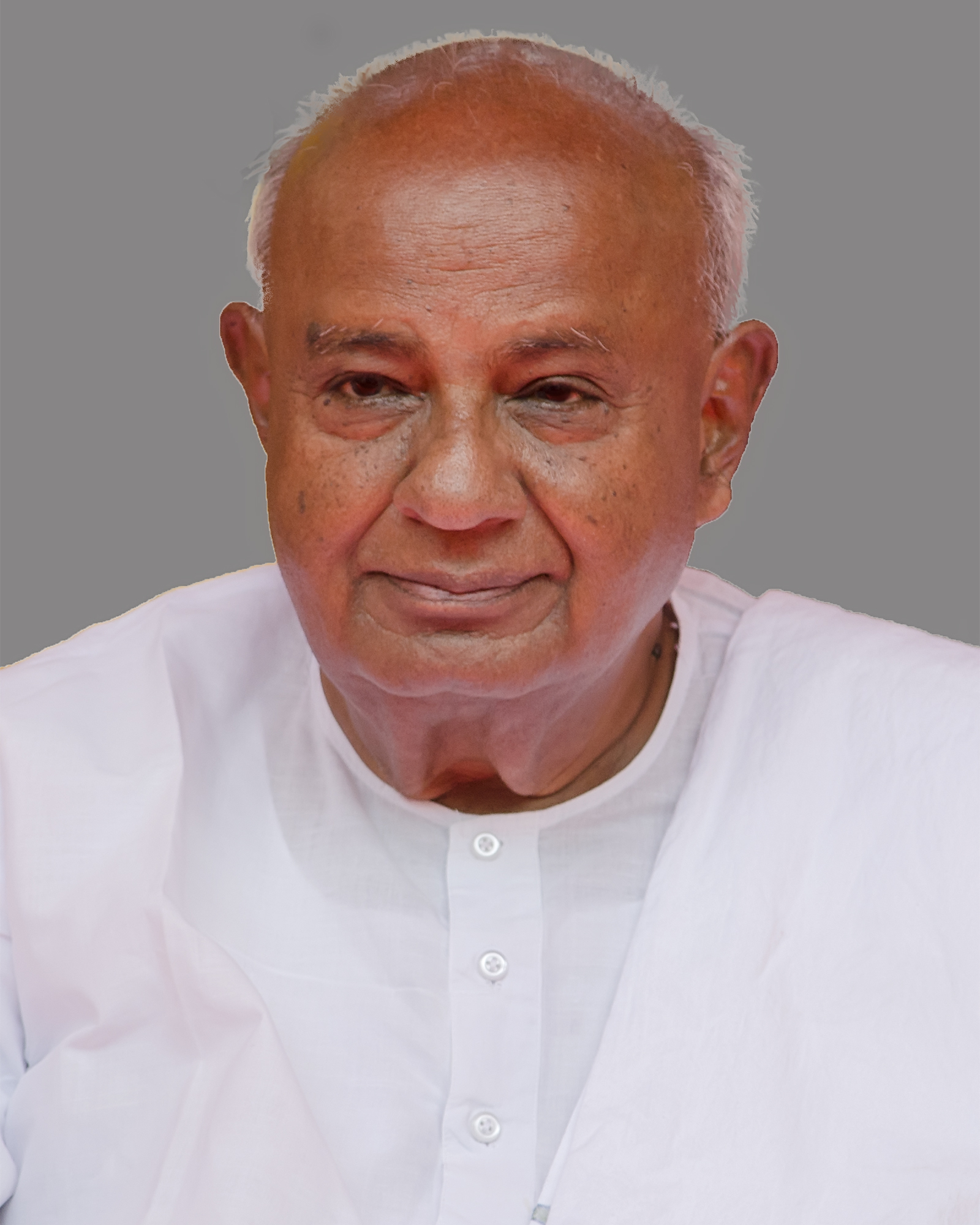
H. D. Deve Gowda (2015)

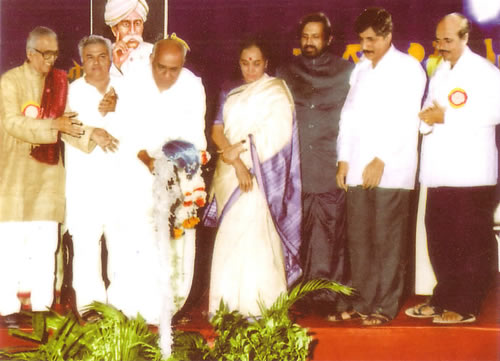
H. D. Deve Gowda (in gebeugter Körperhaltung) bei einer Zeremonie (1995)

H. D. Deve Gowda (Haradanahalli Dodde Deve Gowda; Kannada: ಹೆಚ್.ಡಿ.ದೇವೇಗೌಡ; * 18. Mai 1933 in Haradanahalli, Karnataka) war vom 1. Juni 1996 bis zum 21. April 1997 Premierminister Indiens.
Deve Gowda stammt aus dem Distrikt Hassan im Bundesstaat Karnataka. Er wurde 1953 Mitglied der Kongresspartei und blieb Mitglied bis 1962. Danach trat er als unabhängiger Kandidat an und wurde in die gesetzgebende Versammlung Karnatakas gewählt. Er wurde in der Folgezeit mehrfach wiedergewählt und leitete ab 1977 die Aufgabenbereiche Öffentlichkeitsarbeit und Landbewässerung. Er schied 1982 aus dem Kabinett aus, nachdem ihm eine Mittelerhöhung für den Bereich Bewässerung verwehrt worden war.
1991 wurde Deve Gowda in die Lok Sabha gewählt. Ab 1994 leitete er die Partei Janata Dal und wurde im selben Jahr Chief Minister von Karnataka. Als 1996 bei den Parlamentswahlen keine Partei eine klare Mehrheit stellen konnte, wurde Deve Gowda von einer Koalition mehrerer Parteien als überraschender Kompromisskandidat zum Premierminister.
Sein Sohn H. D. Kumaraswamy ist ebenfalls Politiker in Karnataka und hatte bereits für anderthalb Jahre das Amt des Chief Ministers des Bundesstaats inne.